# Jules Deschênes
Pour les articles homonymes, voir Deschênes.
Jules Deschênes (né à Montréal le 7 juin 1923 - décédé à Laval le 10 mai 2000), est un avocat et juge québécois. Il est le juge en chef de la Cour supérieure du Québec de 1973 à 1983 et auteur de la première décision judiciaire invalidant une section de la Charte de la langue française.

## Biographie
Admis au Barreau du Québec en 1946, Jules Deschênes s'illustre en 1964 comme procureur de la commission d'enquête instituée en janvier 1964 par le gouvernement du Québec afin de réviser l'affaire Coffin qui avait mené à la pendaison de Wilbert Coffin en 1956. L'année suivante, il fonde le Conseil interprofessionnel du Québec dont il devient le premier président.
Nommé juge à la Cour d'appel du Québec en 1972 par le gouvernement canadien, dirigé alors par le premier ministre Pierre Trudeau, Deschênes devient en 1973 juge en chef de la Cour supérieure du Québec, poste qu'il occupe jusqu'en 1983. À  l'automne 1977, il entend lui-même l'affaire Blaikie (no 1) et invalide des sections entières de la Charte de la langue française adoptée quelques mois auparavant par l'Assemblée nationale du Québec.
Dès son départ de la Cour supérieure, Deschênes poursuit une carrière canadienne et internationale. Entre autres choses, il préside la Commission d'enquête sur les criminels de guerre du Canada, de 1983 à 1986, et il siége au Tribunal pénal international pour l'ex-Yougoslavie de 1993 à 1997.
Sa sépulture est située dans le cimetière Notre-Dame-des-Neiges, à Montréal.
Le fonds d'archives de Jules Deschênes est conservé au centre d'archives de Montréal de Bibliothèque et Archives nationales du Québec.

## Honneurs
- 1977 - Fellow de la Société royale du Canada
- 1977 - Médaille du jubilé d'argent de S.M. la Reine
- 1978 - Chevalier de l'ordre souverain de Malte
- 1980 - Membre honoraire Phi Delta Phi de l'Université McGill
- 1981 - Docteur en droit, honoris causa de l'Université Concordia
- 1985 - Première médaille d'or de l'Institut canadien de l'administration de la justice
- 1986 - Chevalier de la justice pour la cause arménienne
- 1989 - Vice-président (Québec) et trésorier de l'ordre souverain de Malte au Canada
- 1988 - Prix annuel de l'Association du Barreau canadien
- 1989 - Gouverneur de la Fondation du Barreau du Québec
- 1989 - Médaille du Barreau du Québec
- 1989 - Docteur juris utriusque, honoris causa de l'Université McGill
- 1989 -  Officier de l'Ordre du Canada[3]
- 1990 - Premier Prix annuel du Conseil interprofessionnel du Québec
- 1993 - Médaille du Barreau de Montréal
- 1993 -  Compagnon de l'Ordre du Canada[3]
- 1994 - Compagnon hivernant honoraire du Beaver Club de Montréal
- 1995 - Médaille (ACNU) pour le 50e anniversaire de l'ONU
- 1996 - World Peace Award - The World Federalists Of Canada